# Джуд Белингам
Джуд Белингам  е професионален английски футболист. Играе като халф в Реал Мадрид и в английския национален отбор.

## Биография
Роден е на 29 юни 2003 г. в Лондон, Англия.
Присъединява се в школата на Бирмингам Сити, там той играе от 5 до 7 годишна възраст, след това се присъединява към Борусия Дортмунд. След това прави трансфер в Реал Мадрид.

## Успехи

### Отборни

#### Борусия Дортмунд
- Купа на Германия (1): 2020/21

#### Реал Мадрид
- Ла Лига (1): 2023/24
- Суперкупа на Испания (1): 2023/24
- Шампионска лига (1): 2023/24

#### Национален отбор на Англия
- Сребърен медалист на Европейското първенство по футбол: 2020
- Сребърен медалист на Европейското първенство по футбол: 2024

### Лични
- Golden Boy Award / Златно момче – 2023
- Kopa Trophy / Млад футболист на годината според France Football –2023
- Laureus World Breakthrough of the Year / Най-добър млад талант според Лауреус – 2023
- МФФИС най-добър млад футболист в света – 2022, 2023
- Футболист на сезона в Бундеслигата – 2022/23
- Новобранец на сезона в Бундеслигата – 2020/21
- Най-добър млад футболист за сезона в Чемпиъншип – 2019/20
- Най-добър полузащитник за сезона според ESPN – 2022/23
- Играч на месеца в Ла Лига – август 2023, октомври 2023
- Идеален отбор на годината на ФИФА – 2023
- МФФИС отбор на годината – 2023
- МФФИС млад отбор на годината – 2021, 2022, 2023
- Отбор на сезона в Бундеслигата – 2021/22, 2022/23